# Eutrema yungshunense
Eutrema yungshunense là một loài thực vật có hoa trong họ Cải. Loài này được (W.T.Wang) Al-Shehbaz & Warwick mô tả khoa học đầu tiên năm 2005.